# Volley Club Kanti 2010-2011
Questa voce raccoglie le informazioni riguardanti il Volley Club Kanti nella stagione 2010-2011.

## Organigramma societario
Area direttiva
- Presidente: Heinz Looser

Area tecnica
- Allenatore: Andreas Vollmer

## Rosa
| N° | Nome               | Ruolo | Data di nascita   | Nazionalità sportiva |
| -- | ------------------ | ----- | ----------------- | -------------------- |
| 1  | Lena Andersson     | L     | 7 settembre 1981  | Svezia               |
| 2  | Joana Heidrich     | C     | 2 ottobre 1991    | Svizzera             |
| 3  | Micheli Pissinato  | C     | 28 marzo 1984     | Brasile              |
| 4  | Elena Steinemann   | S     | 8 dicembre 1994   | Svizzera             |
| 5  | Aïda Shouk         | P     | 21 maggio 1982    | Svizzera             |
| 6  | Grit Lehmann       | U     | 1º agosto 1976    | Germania             |
| 7  | Vanessa Belli      | S     | 2 gennaio 1990    | Svizzera             |
| 8  | Petra Raguz        | S     | 11 maggio 1994    | Svizzera             |
| 9  | Laura Rüegg        | L     | 4 giugno 1987     | Liechtenstein        |
| 11 | Ellen Orchard      | C     | 21 marzo 1986     | Stati Uniti          |
| 12 | Aylin Baghdady     | S     | 14 settembre 1993 | Svizzera             |
| 14 | Lina Sundström     | P     | 22 febbraio 1985  | Svezia               |
| 16 | Mirjana Komlenović | S     | 9 febbraio 1986   | Serbia               |